# Jabuka
Jabuka este o arie protejată (sit de importanță comunitară — SCI) din Croația întinsă pe o suprafață de 2,26 ha, integral pe uscat.

## Localizare
Centrul sitului Jabuka este situat la coordonatele 43°05′30″N 15°27′38″E / 43.091786°N 15.460498°E.

## Înființare
Situl Jabuka a fost declarat sit de importanță comunitară în iulie 2013 pentru a proteja un număr necunoscut de specii din flora spontană și fauna sălbatică aflate în arealul zonei.

## Biodiversitate
Situată în ecoregiunile marină mediteraneană și mediteraneană, aria protejată conține 3 habitate naturale: Faleze cu vegetație de Limonium spp. endemic de pe coastele mediteraneene, Tufărișuri termo-mediteraneene și de pre-deșert, Pante stâncoase calcaroase cu vegetație casmofită.
La baza desemnării sitului se află un număr nedeclarat de specii protejate.